# Stoddardmotor

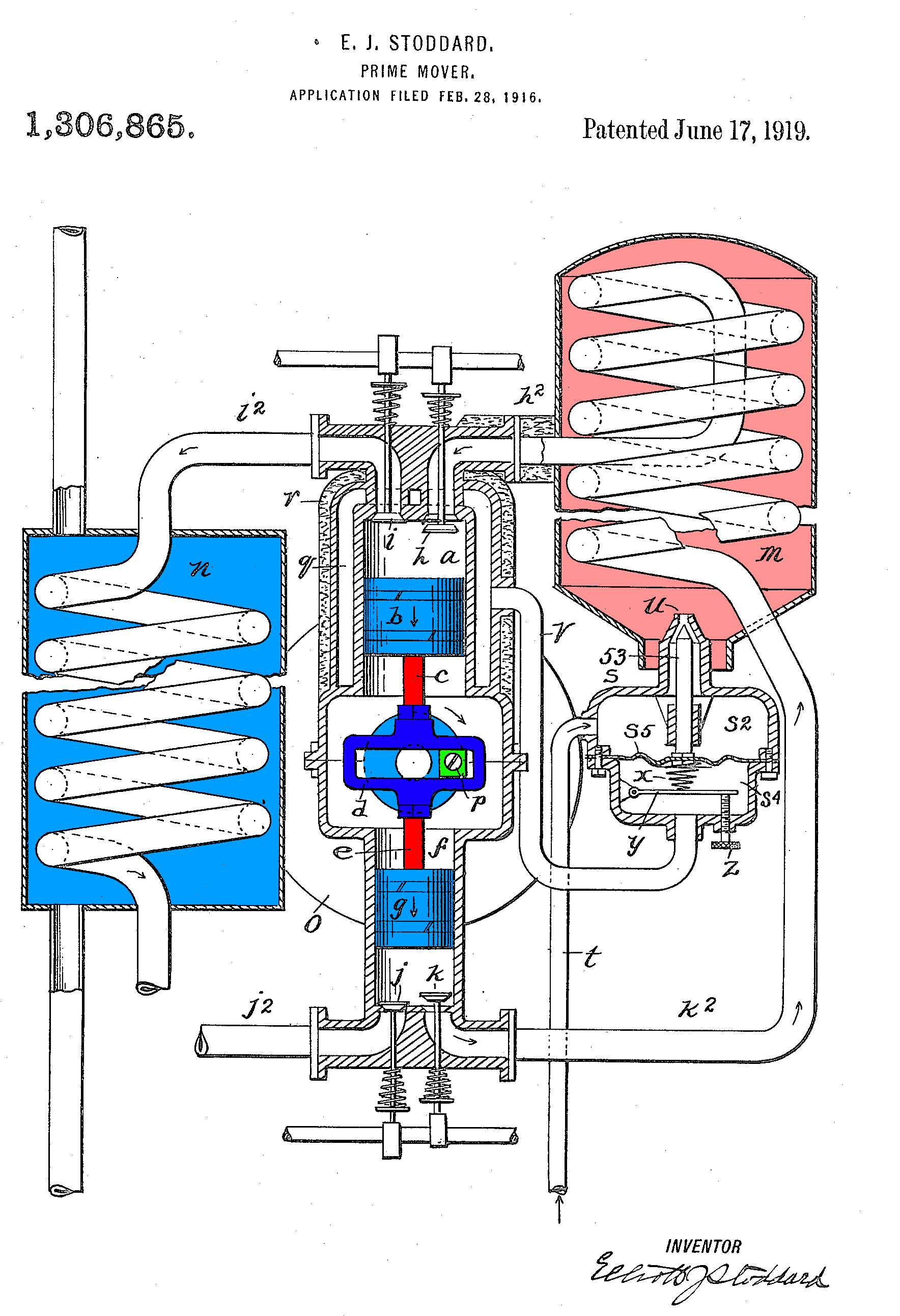
Ontwerp van 1919

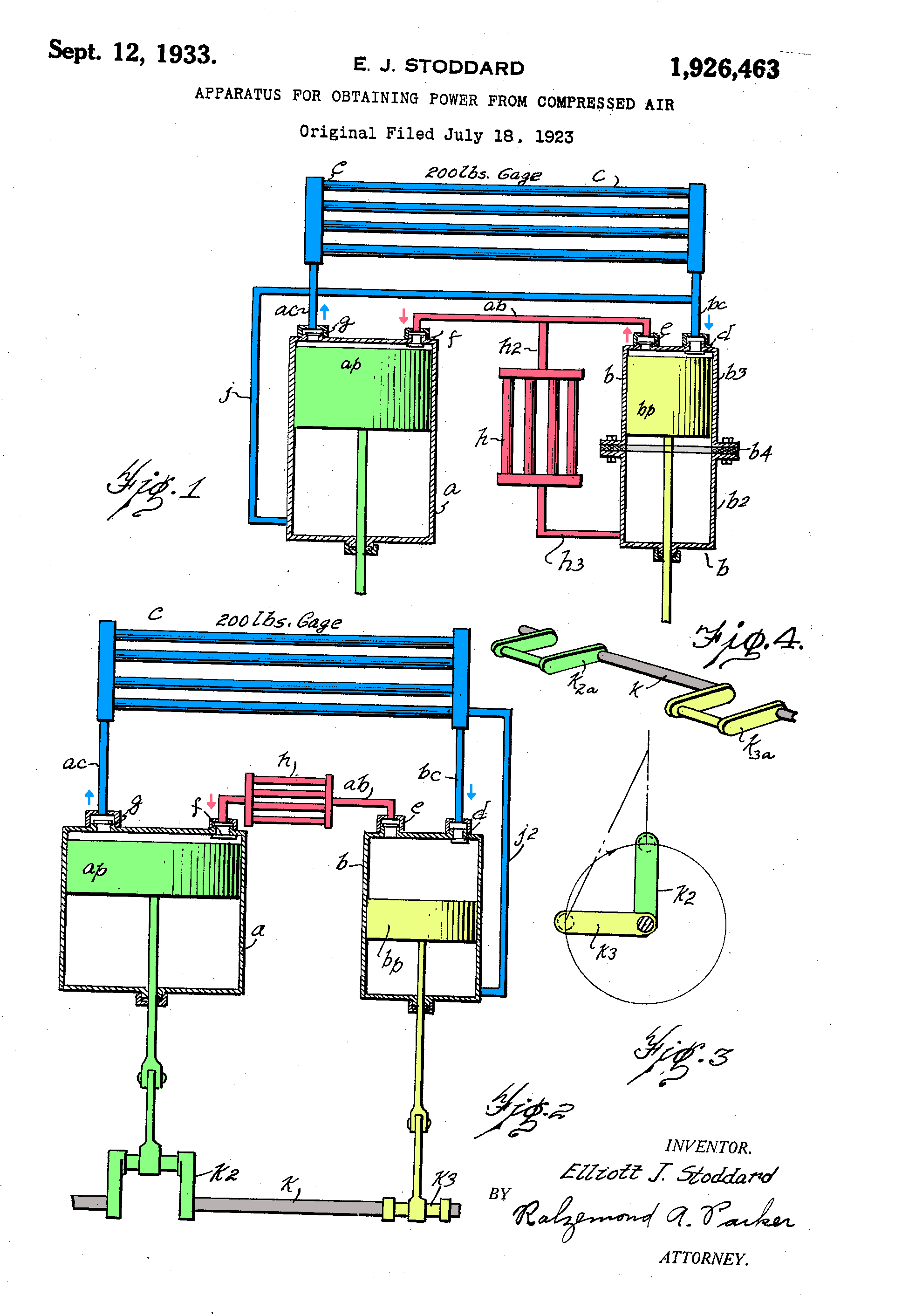
Ontwerp van 1933

De stoddardmotor is een type heteluchtmotor, uitgevonden door Elliott J. Stoddard. Hij patenteerde twee versies ervan: de eerste in 1919 en de tweede in 1933. De stoddardmotor is een uitwendige verbrandingsmotor met kleppen en twee cilinders van ongelijke diameter: een grote 'hete' cilinder en een kleinere 'koude'. Als arbeidsmedium wordt gas onder hoge druk gebruikt, in een gesloten circuit. Oorspronkelijk werd lucht als intern arbeidsmedium gebruikt, maar in moderne versies van de stoddardmotor kunnen andere gassen worden gebruikt zoals helium en waterstof.
Een potentieel thermodynamisch voordeel bij het toepassen van kleppen is om terugslag van het arbeidsmedium te voorkomen, dat zorgt voor drukopstapeling in de warmtewisselaars, een bekend euvel in de kleploze stirlingmotor die ervoor zorgt dat het motorrendement en dus ook het geleverde vermogen vermindert.
De algemene thermodynamische processen van de stoddardcyclus uit 1919 zijn als volgt:
1. Adiabatische compressie
2. Isobare warmtetoevoeging
3. Adiabatische expansie
4. Isobare warmteafvoer

## Stoddardmotor uit 1933
In het ontwerp uit 1933 verminderde Stoddard het interne volume en de interne stromingsweerstand van de warmtewisselaars, waarbij de algemene thermodynamische processen hetzelfde bleven als in het ontwerp uit 1919.